# آن غولبراندسن
آن غولبراندسن (بالنرويجية البوكمول: Anne Gulbrandsen)‏ هي متزلجة نرويجية، ولدت في 17 فبراير 1994.

## وصلات خارجية
- الموقع الرسمي
- آن غولبراندسن على موقع SpeedSkatingBase.eu (الإنجليزية)
- آن غولبراندسن على موقع SpeedSkatingNews.info (الإنجليزية)
- آن غولبراندسن على موقع SpeedSkatingStats.com (الإنجليزية)